# 辻占恋慕
『辻占恋慕』（つじうられんぼ）は、2022年に公開された日本映画。

## 概要
若手監督の音楽にまつわる映画に特化された映画祭「MOOSIC LAB（ムージック・ラボ）」の関連企画をオファーされた大野大輔監督による音楽映画。自らのデビュー作『さいなら、BAD SAMURAI』（青春の暴走）、第2作『ウルフなシッシー』（青春の停滞）に続く青春三部作として構想された。テーマは青春の終焉。
2019年初頭には主演の早織にオファーがなされ、早織はギターの練習を開始している。
2020年2月にMotionGalleryによる製作支援のクラウドファンディングを目的として製作発表が行われ、撮影予定の5月には目標の200万円は突破したものの、コロナ禍の影響で撮影は延期となり、最終的には約1年後の2021年3月から4月に撮影された。製作発表時に公表されたキャストの早織、大野大輔、加藤玲奈 (AKB48)、濱正悟、川上奈々美、小竹原晋、西山小雨、ひらく、ナビはそのまま参加している。
一般公開に先駆けて、2021年9月18日に第13回下北沢映画祭でワールドプレミア上映されたのを始めとして、11月には大野監督が受賞経験のある第31回映画祭TAMA CINEMA FORUM、12月には企画の発端であるMOOSIC LAB［JOINT］2021-2022で招待上映された。2022年2月にはシカゴ日本映画コレクティブ・2022年新年特別上映会で「若手映画監督に見るインディペンデント日本映画」の1本として全米でオンライン上映されたが、特に英題は付けられず「Tsujiura Rembo」のローマ字表記であった。
月見ゆべし（早織）の歌が収録されたサウンドトラックは、劇中にならってカセットテープで発売された。

## キャスト
月見ゆべし／富岡恵美
演 - 早織
信太
演 - 大野大輔
一里塚郷
演 - 濱正悟
菊地あずき
演 - 加藤玲奈
西園寺琴美
演 - 川上なな実
富岡順子／劇中歌担当
演 - 西山小雨